# Walker: Independence
Walker: Independence es una serie de televisión estadounidense de drama criminal y acción desarrollada por Anna Fricke para The CW. Es una precuela de la serie de televisión Walker, que también se transmite por The CW. La serie está protagonizada por Katherine McNamara en el papel principal, junto con Matt Barr, Katie Findlay, Greg Hovanessian, Philemon Chambers, Justin Johnson Cortez, Lawrence Kao y Gabriela Quezada. La serie se estrenó el 6 de octubre de 2022. En mayo de 2023, la serie fue cancelada tras una temporada.

## Premisa
Ambientada a finales de 1800, la serie sigue a Abby Walker, una bostoniana acomodada cuyo esposo es asesinado ante sus ojos durante su viaje al oeste, mientras se cruza con Hoyt Rawlins, un pícaro en busca de un propósito. El viaje de Abby y Hoyt los lleva a Independence, Texas, un pequeño pueblo con un gran futuro.

## Elenco
- Katherine McNamara como Abby Walker
- Matt Barr como Hoyt Rawlins
- Katie Findlay como Kate Carver
- Greg Hovanessian como el comisario Tom Davidson
- Philemon Chambers como el comisario adjunto Augustus
- Justin Johnson Cortez como Calian
- Lawrence Kao como Kai
- Gabriela Quezada como Lucía Reyes

## Producción

### Desarrollo
En diciembre de 2021, se informó que se estaba desarrollando una serie precuela titulada Walker: Independence con Jared Padalecki como productor ejecutivo y Anna Fricke como showrunner. The CW estaba complacido con el episodio piloto y ordenó una serie completa en mayo de 2022 para un estreno en otoño, emparejándola con su serie principal en un horario de jueves. Fricke desarrolló la historia con Seamus Fahey, quien escribió el guion del piloto. La serie se estrenó el 6 de octubre de 2022 en The CW. El 9 de mayo de 2023, The CW canceló la serie tras una temporada.

### Casting
En febrero de 2022, se anunció que Justin Johnson Cortez se había unido a Walker: Independence como un personaje principal de la serie, y Matt Barr se unió al elenco como Hoyt Rawlins. En marzo de 2022, se anunció que Katherine McNamara se había unido al elenco en el papel principal de Abby Walker, la antepasada de Cordell Walker de Padalecki. En junio de 2022, Gabriela Quezada se unió al elenco en un personaje principal de la serie.

### Rodaje
El piloto de la serie se filmó en Santa Fe, Nuevo México, a principios de 2022. El rodaje del resto de la temporada comenzó en Santa Fe y sus alrededores el 18 de julio de 2022.

## Episodios
| N.º | Título                      | Dirigido por            | Escrito por                                                                | Fecha de emisión original | Audiencia (millones) |
| --- | --------------------------- | ----------------------- | -------------------------------------------------------------------------- | ------------------------- | -------------------- |
| 1   | «Pilot»                     | Larry Teng              | Guion de: Seamus Kevin Fahey Historia de: Seamus Kevin Fahey y Anna Fricke | 6 de octubre de 2022      | 0.62                 |
| 2   | «Home to a Stranger»        | Larry Teng              | Seamus Kevin Fahey                                                         | 13 de octubre de 2022     | 0.60                 |
| 3   | «Blood & Whiskey»           | Larry Teng              | Michael Carnes y Josh Gilbert                                              | 20 de octubre de 2022     | 0.51                 |
| 4   | «Pax Romana»                | Sheelin Choksey         | Nikki Renna                                                                | 27 de octubre de 2022     | 0.52                 |
| 5   | «Friend of the Devil»       | Carol Banker            | Nick Zigler                                                                | 3 de noviembre de 2022    | 0.54                 |
| 6   | «Random Acts»               | Clara Aranovich         | Mia Katherine Iverson                                                      | 10 de noviembre de 2022   | 0.47                 |
| 7   | «The Owl and the Arrow»     | Cierra «Shooter» Glaudé | Ryan Harris                                                                | 17 de noviembre de 2022   | 0.50                 |
| 8   | «The Death of Mary Collins» | Pamela Romanowsky       | Margaret Lebron                                                            | 12 de enero de 2023       | 0.44                 |
| 9   | «Strange Bedfellows»        | Sheelin Choksey         | Grace Ding                                                                 | 19 de enero de 2023       | 0.46                 |
| 10  | «All In»                    | David McWhirter         | Laura Sedlak                                                               | 26 de enero de 2023       | 0.46                 |
| 11  | «The Pittsburgh Windmill»   | Geoff Shotz             | Michael Carnes y Josh Gilbert                                              | 16 de febrero de 2023     | 0.45                 |
| 12  | «How We Got Here»           | Sheelin Choksey         | Seamus Kevin Fahey y Nicki Renna                                           | 23 de febrero de 2023     | 0.45                 |
| 13  | «Let Him Hang»              | Yangzom Brauen          | Seamus Kevin Fahey y Nicki Renna                                           | 2 de marzo de 2023        | 0.44                 |

## Recepción

### Críticas
En Rotten Tomatoes, la serie tiene un índice de aprobación del 71% , basado en 7 reseñas, con una calificación promedio de 7/10. Metacritic, que utiliza un promedio ponderado, tiene una puntuación de 63 sobre 100 basada en 7 reseñas, lo que indica «críticas generalmente favorables».

### Audiencias
| N.º | Título                      | Fecha de emisión        | ÍA (18–49) | Audiencia (millones) | DVR (18–49) | Audiencia DVR (millones) | Total (18–49) | Audiencia total (millones) |
| --- | --------------------------- | ----------------------- | ---------- | -------------------- | ----------- | ------------------------ | ------------- | -------------------------- |
| 1   | «Pilot»                     | 6 de octubre de 2022    | 0.1        | 0.62                 | 0.0         | 0.49                     | 0.1           | 1.11                       |
| 2   | «Home to a Stranger»        | 13 de octubre de 2022   | 0.1        | 0.60                 | 0.0         | 0.52                     | 0.1           | 1.13                       |
| 3   | «Blood & Whiskey»           | 20 de octubre de 2022   | 0.1        | 0.51                 | 0.1         | 0.46                     | 0.1           | 0.97                       |
| 4   | «Pax Romana»                | 27 de octubre de 2022   | 0.0        | 0.52                 | 0.0         | 0.49                     | 0.1           | 1.02                       |
| 5   | «Friend of the Devil»       | 3 de noviembre de 2022  | 0.1        | 0.54                 | 0.0         | 0.49                     | 0.1           | 1.03                       |
| 6   | «Random Acts»               | 10 de noviembre de 2022 | 0.1        | 0.47                 | 0.0         | 0.47                     | 0.1           | 0.95                       |
| 7   | «The Owl and the Arrow»     | 17 de noviembre de 2022 | 0.1        | 0.50                 | 0.0         | 0.42                     | 0.1           | 0.93                       |
| 8   | «The Death of Mary Collins» | 12 de enero de 2023     | 0.1        | 0.44                 | 0.0         | 0.45                     | 0.1           | 0.89                       |
| 9   | «Strange Bedfellows»        | 19 de enero de 2023     | 0.1        | 0.46                 | 0.0         | 0.37                     | 0.1           | 0.83                       |
| 10  | «All In»                    | 26 de enero de 2023     | 0.1        | 0.46                 | —           | —                        | —             | —                          |
| 11  | «The Pittsburgh Windmill»   | 16 de febrero de 2023   | 0.1        | 0.45                 | —           | —                        | —             | —                          |
| 12  | «How We Got Here»           | 23 de febrero de 2023   | 0.1        | 0.45                 | —           | —                        | —             | —                          |
| 13  | «Let Him Hang»              | 2 de marzo de 2023      | 0.0        | 0.44                 | —           | —                        | —             | —                          |